# 美蓝叶藤
美蓝叶藤（学名：Marsdenia pulchella）是夹竹桃科牛奶菜属的植物，是中国的特有植物。分布于中国大陆的四川等地，生长于海拔2,400米至2,500米的地区，一般生长在旱地，目前尚未由人工引种栽培。